# 분리철갑탄

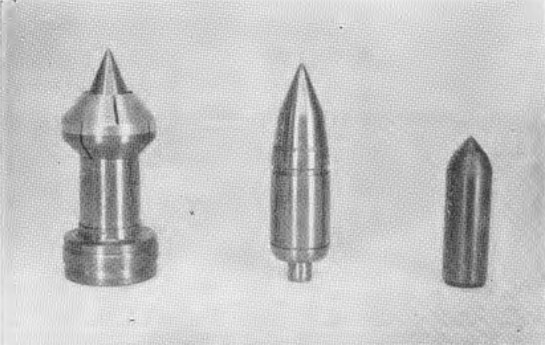
스웨덴이 1949년 보포스 37 mm 대전차포에 사용하기 위해 제작한 "37/24 mm slpprj m/49" APDS 발사체.
37/24은 사보가 있는 전체 구경과 사보가 없는 전체 구경을 의미한다.
사진 왼쪽부터 차례대로 사보가 있는 발사체, 사보가 없는 발사체, 그리고 발사체의 텅스텐 부품을 차례대로 보여주고 있다.

분리철갑탄(分離鐵甲彈, 영어: Armour-piercing discarding sabot) 또는 영어 명칭을 줄여서 부르는 명칭인 APDS는 대전차포에 쓰이는 회전 안정화 운동 에너지탄이다. 더 가벼운 준구경(sub-caliber) 탄자를 전구경(full-caliber) 추진 장약과 결합하면, 전구경탄에 비해 총구 속도가 증가하게 되며, 이는 곧 장갑 관통 성능의 향상으로 이어진다. 장갑 관통 능력을 향상시키기 위해 분리철갑탄의 탄약은 텅스텐이나 그보다 더 강하고 밀도가 높은 금속을 사용한다. 분리철갑탄은 철갑탄, 피갑탄, APCBC 등과 성능을 비교했을 때 관통 능력이 두 배 향상되었다.
분리철갑탄은 1980년대까지 대구경 전차포에 사용되었지만, 이후 날개 안정화를 사용하고 활강총포에서 사용 가능한 날개안정분리철갑탄의 성능이 더 좋다는 것이 입증되면서 분리철갑탄은 도태되었다. 분리철갑탄은 미국의 7.62×51mm NATO나 12.7×99mm NATO, 또는 러시아의 14.5 × 114 mm와 같이 소구경 또는 중구경 탄약이 필요한 무장차량 등에 지속적으로 활용되고 있다.

## 개발 및 발전
분리철갑탄은 대전차 포탄의 관통 성능을 향상시키기 위해 고속 충돌 속도를 생성하는 방식으로 개발되었다. 보다 큰 포탄을 사용하려면 아예 새로운 무기 체계가 필요하지만, 속도를 높이는 데는 한계가 있었다. 무피 강철 철갑탄(AP)은 속도가 약 850m/s를 초과하면 파편화되어 효과를 상실했기 때문이다. 이에 대한 대안으로, 밀도가 강철의 두 배에 달하는 텅스텐 카바이드가 주목받았다. 텅스텐 카바이드는 강한 경도와 충격 및 압력에 대한 저항력 덕분에 관통 성능이 우수했지만, 무게가 무거워져 탄속이 떨어지는 단점이 있었다.
1930년대, 프랑스의 에드가 브랑(Edgar Brandt) 회사의 엔지니어들은 포탄 직경을 키우지 않고 종단속도(terminal velocity)를 높이기 위해 ‘사보 (또는 세이보, sabot)’ 탄약을 개발하였다. 이 방식은 무거운 소구경 탄심(sub-calibre core) 주위를 가볍고 넓은 지름의 사보(프랑스어로 나막신 또는 말발굽의 딱딱한 외피를 의미)로 둘러싼 구조였다. 브랑은 영어 특허에서 이 구조를 ‘추진용 기저 부품(propulsive basal member)’이라 명명하였다.
이 탄약은 비시 프랑스가 항복하기 직전, 75mm Mle 1897/33 대전차포에 사용되는 75mm/57mm 탄과 몇몇 37mm 포에 사용되는 37mm/25mm 탄으로 실전 배치되었다. 이후 개발진은 영국으로 철수하여 계속해서 대전차 탄약 개발에 참여하게 되었다. 영국에서는 이 구조를 ‘강철 관통 복합탄(Armour-Piercing, Composite Rigid, APCR)’이라 불렀다. 사보는 근거리에서의 효율을 높였지만, 공기저항이 증가하면서 사거리가 멀어질수록 성능이 급격히 저하되었다. 1941년부터 1944년 사이, 영국 병기연구부(Armaments Research Department, ARD) 소속 설계자 퍼뮤터(Permutter)와 코폭(Coppock)은 발사 직후 서보가 분리되어, 더 작고 무거운 탄심이 훨씬 높은 속도로 비행할 수 있도록 하는 새로운 구조를 개발하였다. 이로 인해 탄의 단면적이 줄어들어 공기저항도 줄었고, 장거리에서도 높은 관통력을 유지할 수 있었다. 1944년 중반, 이 구조를 적용한 '철갑 분리장약탄(APDS)'이 영국의 57mm QF 6파운더 대전차포에 실전 배치되었고, 이어 같은 해 9월에는 76mm QF 17파운더 포에도 채용되었다.

## 구조

### 사보
대구경 철갑 분리장약탄(APDS)의 사보(sabot)는 경량 고강도 합금으로 제작된 전지름 포트(pot)와 기저부(base unit)로 구성되며, 이 둘은 나사 결합되어 하나의 유닛을 이룬다. 포트의 전방은 3~4개의 꽃잎 모양의 분리형 페탈(petal)로 나뉘며, 이들은 흔히 나일론 계열 소재로 만든 중심유도 밴드(centring band)로 감싸져 있다. 후방부에는 탄착가스 밀봉을 위한 고무제 오부투레이터(obturator)와 추진력을 전달하는 드라이빙 밴드(driving band, 역시 나일론 소재)가 있으며, 이는 나사식 기저부에 의해 고정된다. 만약 서브프로젝타일(sub-projectile)에 조명추적기(tracer element)가 부착된 경우, 기저부 중심에는 구멍이 뚫려 있다. 발사 전에는 사보와 탄심이 일체화되어 고정된다.
발사 시 발생하는 고중력 가속(setback force, g-force)으로 인해, 포트와 탄심 사이의 마찰력으로 스핀(회전 운동)이 전달되며, 이로 인해 탄심은 회전에 의해 안정화(spin stabilization)된다. 소구경 또는 중구경 APDS에서는 경량 고강도 합금 포트와 3개 이상의 플라스틱 페탈이 사용된다. 이 경우 탄심 후단에는 회전 전달을 위한 노치(notch, 절개홈)가 존재하며, 총열 내에서의 급격한 가속(통상 100,000g 이상)으로 인해 이 비대칭형 후단이 더 부드러운 포트 재질에 파고들며 기계적으로 결합되고, 이 결합을 통해 스핀이 전달된다.
모든 소/중구경 APDS가 이 방식에 의존하는 것은 아니다. 또 다른 회전 결합 방식으로는 전방의 플라스틱 페탈을 활용하는 방식이 있다. 이 페탈은 라이플 강(rifling)의 연선(lands) 직경보다 약간 더 크게 제작되며, 이로 인해 페탈이 탄심에 강하게 밀착되고 마찰력이 증가하면서 회전이 전달된다.

### 발사체
소구경(sub-calibre) 탄심(projectile)은 고밀도 관통 핵심부(core)에 관통용 캡(penetrating cap)을 씌운 형태로 구성되며, 이 전체를 고강도 강재(sheath, 철강재)로 감싸고 외부에는 경량 알루미늄-마그네슘 합금으로 제작된 탄도캡(ballistic cap)이 장착된다. 이 구조는 고속 비행 중 공기저항을 줄이고, 탄체의 공력적 형상을 최적화하기 위한 것이다. 현대의 소형 및 중형 구경의 APDS 탄종에서는 이러한 강철제 외피(sheath)는 생략되며, 탄체는 전형적으로 노출된 고밀도 탄심(core)만으로 구성된다. 이 경우, 탄도캡과 관통캡은 하나의 복합 부품으로 통합되어 있으며, 비행 중의 공력 안정성과 표적에 대한 초기 관통력을 동시에 제공한다. 추적용 발광소자(tracer element)는 사격 후 탄도의 시각적 추적을 가능하게 하는 구성요소로, 대구경 무기의 경우 외부 강재 외피(sheath)의 일부분으로 포함되며, 소/중구경 무기에서는 일반적으로 탄심(core)의 기저부(base)에 위치한 공동부(hollow cavity) 내부에 삽입되거나, 탄심 외부 기저에 부착되는 형식으로 장착된다.

## 기능

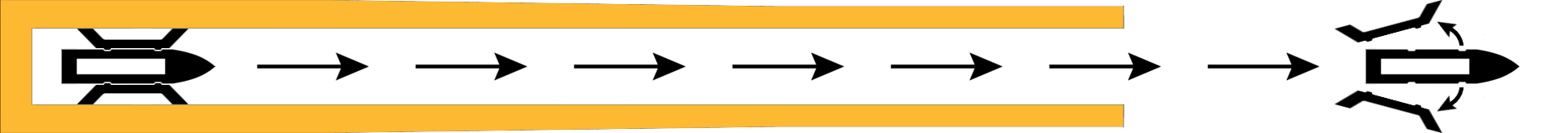
사보가 있는 분리철갑탄 발사체의 작동 원리를 보여주는 도식. 이 도식에서는 "방추형 사보"가 사용되었다.

대구경 철갑 분리장약탄(APDS)이 발사되어 총열(bore) 내부를 통과하는 동안, 강한 후퇴 가속도(setback force)에 의해 전방의 페탈(petals)이 전단(shear)되어 부분적으로 서브프로젝타일(sub-projectile)과 서보(sabot) 간의 결합이 해제된다. 그러나 이 시점에서는 여전히 포트(pot) 내부에 견고히 고정된 상태로 유지된다. 후방부의 잠금 핀(pins)은 발사 가스압(gas pressure)과 회전 안정력을 활용하여 잠시 동안 이탈을 지연시키고, 이 메커니즘은 발사 직후 서브프로젝타일이 원활하게 분리되도록 유도하는 역할을 한다. 총구를 벗어난 이후에는, 회전하는 탄체의 자이로 효과에 의해 잠금 핀, 중심유도밴드(centring band), 전방 페탈이 분리(discard)되고, 이후 공기역학적 항력(aerodynamic drag)이 기저부(base unit)와 포트(pot)를 벗겨낸다.
APDS의 서브프로젝타일은 기존의 전통적인 탄약에서 사용되는 드라이빙 밴드(driving band)를 필요로 하지 않으며, 대신 탄체는 기저부와 곡선형 탄두부에서 지지되므로, 훨씬 더 우수한 공기역학적 형상을 설계할 수 있다. 이러한 설계는 높은 종단밀도(sectional density, 질량 대비 단면적)와 결합되어, 동일 구경의 텅스텐 코어 철갑복합탄(APCR, Armour-Piercing Composite Rigid)에 비해 항력이 현저히 줄어든다. 결과적으로, 초기 탄속(initial velocity)뿐 아니라 비행 중 속도 유지(terminal velocity)까지 모두 향상되며, 비행 시간(flight time)은 단축되고, 탄도 정확도(accuracy) 또한 개선된다. 단, 서보 분리 시 서보와 탄심 간의 불완전한 상호작용이 발생하면 명중률이 저하될 수 있다.